# Ermanna Montanari
Ermanna Montanari (Campiano di Ravenna, 27 gennaio 1956) è un'attrice teatrale e scenografa italiana. È cofondatrice e codirettrice artistica del Teatro delle Albe, compagnia fondata a Ravenna nel 1983 insieme a Marco Martinelli, Luigi Dadina e Marcella Nonni. La sua attività si caratterizza per una ricerca vocale e scenica che integra tradizione e sperimentazione, con particolare attenzione alla lingua e al dialetto romagnolo.

## Biografia

### Teatro
Dopo un periodo di formazione teatrale a Ravenna tra il 1977 e il 1983, Ermanna Montanari collabora nella fondazione del Teatro delle Albe, contribuendo allo sviluppo di un linguaggio scenico originale che unisce elementi della cultura popolare romagnola a pratiche teatrali contemporanee. All'interno della compagnia, svolge i ruoli di attrice, autrice e scenografa, partecipando a numerosi spettacoli rappresentati in Italia e all'estero.
Nel 1991, il Teatro delle Albe fonda Ravenna Teatro, "Teatro Stabile di Innovazione", per il quale Montanari cura la direzione artistica del progetto Il linguaggio della dea fino al 1995, un ciclo di spettacoli incentrato sulla valorizzazione della voce femminile e su una ricerca scenica che intreccia tradizione e sperimentazione, per indagare le radici arcaiche del teatro attraverso una prospettiva contemporanea.. Negli anni successivi, continua la sua attività scenica sia come interprete sia come autrice e regista in spettacoli quali Rosvita (1991), Cenci (1993), Ippolito (1995) e Lus (1995), quest'ultimo in dialetto romagnolo su testo di Nevio Spadoni.
Sempre elaborando un testo di Spadoni, Montanari nel 2000 ha dato vita alla figura di Alcina, la maga dell'Orlando furioso, ne L'isola di Alcina, raccogliendo i consensi della critica teatrale e di intellettuali come Susan Sontag. Nello stesso anno Ermanna Montanari vince il Premio Ubu 2000 come “migliore attrice”, mentre in occasione del Mittelfest 2001 le viene conferito il Premio Adelaide Ristori.
Nel 2004 contribuisce all'ideazione, con Marco Martinelli, di Salmagundi, favola patriottica, una coproduzione di Ravenna Teatro, Emilia Romagna Teatro Fondazione e Mittelfest 2004. Per lo stesso spettacolo firma le scene e i costumi insieme a Cosetta Gardini.
Nel 2006 debutta il dittico del Teatro delle Albe formato dagli spettacoli LEBEN, drammaturgia di Marco Martinelli, e Sterminio di Werner Schwab. Per questa interpretazione vince il Premio Ubu 2007 come “miglior attrice”.
Nel giugno 2008 debutta Rosvita, lettura-concerto in cui Ermanna Montanari torna, dopo diciassette anni, ad affrontare l'opera della monaca-drammaturga sassone del X secolo, Roswitha di Gandersheim,  nel doppio ruolo di interprete, insieme a Cinzia Dezi, Michela Marangoni e Laura Redaelli, e di autrice del testo. Con Rosvita, Montanari vince il suo terzo premio Ubu come "miglior attrice".
Nel 2011 ha firmato la direzione artistica del Festival internazionale di Santarcangelo (edizione 41), all'interno di un triennio di lavoro 2009-2011 condiviso con Chiara Guidi/Socìetas Raffaello Sanzio e Enrico Casagrande/Motus. La sua curatela ha posto al centro la figura dell'attore, esplorandone la duplice natura di "monade" e "coro", e ha promosso una riflessione sul ruolo dell'attore nella società contemporanea.
Nel 2012 debuttano Poco lontano da qui - ideato e interpretato da Ermanna Montanari insieme a Chiara Guidi e coprodotto dalle due compagnie "storiche" del teatro di ricerca italiano, Teatro delle Albe e Societas Raffaello Sanzio - e PANTANI - ideazione Ermanna Montanari e Marco Martinelli (autore del testo e regista dello spettacolo), un'opera sulla vita e la tragica vicenda del campione del ciclismo Marco Pantani, in cui Montanari interpreta il ruolo della madre, una indomita Tonina Pantani.
Nel 2013 crea La camera da ricevere nell'ambito del progetto ‘Dimore delle voci-Laboratorio di Drammaturgia sonora, IV edizione’, a cura di Valentina Valentini (che l’ha coinvolta anche nel progetto Il femminile della vocalità), promosso da Rai Radio 3, e diverse sono le partecipazioni alle trasmissioni di Radio 3 Teatri in prova e Ad alta voce. Nello stesso anno vince il Premio Eleonora Duse. 
Nel 2014 debutta Vita agli arresti di Aung San Suu Kyi di Marco Martinelli, in cui interpreta la leader birmana della non-violenza, Premio Nobel per la pace nel 1991. Anche di questo lavoro, come di tanti altri della compagnia, firma scene e costumi.
Nel 2015 Emilia Romagna Teatro produce un nuovo allestimento di LUṢ di Nevio Spadoni: sempre diretta da Martinelli, questa volta Montanari è affiancata in scena dai musicisti Luigi Ceccarelli e Daniele Roccato, in un'originale forma di concerto-spettacolo. La performance si distingue per l'integrazione tra la voce poliedrica di Montanari, il contrabbasso di Roccato e le elaborazioni elettroniche dal vivo di Ceccarelli, creando un tessuto sonoro che accompagna e amplifica la narrazione poetica. La critica ha sottolineato la potenza espressiva della Montanari, capace di incarnare la sofferenza e la forza del personaggio, e la capacità dello spettacolo di evocare temi universali come l'emarginazione, la ricerca di luce e la tensione tra razionalità e irrazionalità.
Nel 2017 debutta a Napoli al Teatro Nuovo con Maryam di Luca Doninelli, di cui è interprete unica, e dove firma insieme a Marco Martinelli ideazione, spazio, costumi e regia. Nell'aprile 2017 inaugura al Teatro Rasi a Ravenna il festival ENTER, di cui è direttrice artistica, con la collaborazione di Silvia Pagliano e Cristina Ventrucci.
Sempre nel 2017 firma insieme a Marco Martinelli il progetto La Divina Commedia 2017-2021 (prodotto da Ravenna Festival, insieme alle capitali europee della cultura Matera-Basilicata 2019 e Timisoara 2021) raccogliendo la sfida di trasformare in teatro il capolavoro della lingua italiana, pensando l’opera in corto circuito tra la sacra rappresentazione medievale e il teatro di massa di Majakovskij: la città è un palcoscenico, i cittadini sono chiamati a 'farsi luogo’, a co-creare l'opera. La prima anta del progetto, INFERNO, debutta a Ravenna all'interno del programma di Ravenna Festival e ottiene il riconoscimento del Premio Ubu 2017 come miglior progetto curatoriale. La seconda parte, PURGATORIO, nel 2019 vede un doppio allestimento per Ravenna e per Matera; il progetto si conclude nel 2022 a Ravenna con PARADISO, trasformando la città in un palcoscenico vivente e promuovendo un teatro corale e partecipativo.
In quel medesimo anno, 2017, è la madrina e l'artista di punta della XV edizione del  Kilowatt Festival a Sansepolcro.
Nel 2018, Ermanna Montanari ha debuttato al Napoli Teatro Festival con Fedeli d’Amore, un "polittico in sette quadri per Dante Alighieri", scritto da Marco Martinelli, che ne ha curato la regia insieme alla stessa Montanari. Unica interprete in scena, l'attrice dà voce a una serie di personaggi e visioni che circondano Dante nell'ultima notte della sua vita a Ravenna nel 1321.
Nel 2020 realizza, insieme all'illustratore Stefano Ricci e al contrabbassista Daniele Roccato, Madre, un poemetto scenico di Marco Martinelli: il lavoro debutta in ottobre al Festival Primavera dei teatri a Castrovillari. Lo spettacolo intreccia voce, musica e disegno dal vivo per esplorare il rapporto tra un figlio e una madre caduta in un pozzo, simbolo della Madre Terra maltrattata dall'umanità. Montanari interpreta entrambi i ruoli, utilizzando la sua voce per delineare i personaggi in un contesto che fonde italiano e dialetto romagnolo.
Nel 2021 fonda, con Enrico Pitozzi, "Malagola", scuola di vocalità e centro studi sulla voce con sede a Ravenna, che ha ricevuto il Premio Ubu 2022 come progetto speciale. Il progetto integra formazione artistica, ricerca teorica e sperimentazione sonora, con un focus sull'esplorazione della voce nelle sue molteplici dimensioni: teatrale, musicale, performativa e multimediale. Di rilievo anche le collaborazioni con il compositore e regista del suono Marco Olivieri, e quella con il musicista Davide Sacco per gli spettacoli Rosvita (2008) e L’Avaro (2010).
Importante infine la relazione con festival nazionali e internazionali come Ravenna Festival, che ha coinvolto Ermanna Montanari, sin dal principio, in diversi progetti tra i quali nel 1998 Genius Vocis con Diamanda Galas; o come Giving voice del Centre Performing Research, edizione 2009 a Wroklaw e Magfest, sempre nel 2009.

### Cinema
In ambito cinematografico, Montanari è stata protagonista di Lacrymae di Maria Martinelli (1999), per poi figurare ne Il mnemonista di Paolo Rosa (2000), ne L'ultimo terrestre di Gianni Pacinotti (2011), mentre nel 2017 è la protagonista di Vita agli arresti di Aung San Suu Kyi, scritto e diretto da Marco Martinelli, soggetto con lei cofirmato, presentato al Biografilm Festival di Bologna. 
Nel 2020, in prima al Filmmaker Fest di Milano, Martinelli le dedica Er, un film che prende il titolo dal mito platonico del guerriero disceso agli inferi: ricavato da materiali d'archivio, Er è un mosaico di figure create per la scena da Ermanna, dalla maga Alcina alla Signora Cazzafuoco, da Madre Ubu a Tonina Pantani. 
Nel 2021, sempre diretta da Martinelli, è "voce e figura" in ULISSE XXVI, un corto cinematografico sul XXVI canto dell'Inferno dantesco, prodotto da Ravenna Teatro e l'Associazione degli Italianisti; il film vede Ermanna Montanari come unica interprete, che incarna e vocalizza la figura di Ulisse attraverso una performance che fonde parola poetica e sperimentazione sonora. Il cortometraggio si inserisce nel percorso di ricerca del Teatro delle Albe sulla Divina Commedia, proseguendo l'esplorazione dei temi danteschi attraverso un linguaggio visivo e acustico contemporaneo.

## Opere
Ermanna Montanari ha pubblicato su riviste come Lapis (diretto da Lea Melandri, La Tartaruga Edizioni, distribuito da Arnoldo Mondadori Editore), Riga (diretta da Marco Belpoliti e Elio Grazioli, edizione Marcos y Marcos), Il semplice (diretto da Gianni Celati, Feltrinelli Editore), The Open Page (diretto da Julia Varley, edizione Odin Teatrets Forlag), Lo Straniero (diretto da Goffredo Fofi, edizione Contrasto), Culture teatrali (rivista dell'Università di Bologna diretta da Marco de Marinis), doppiozero.com (diretta da Marco Belpoliti e Stefano Chiodi), Teatro e Storia (diretta da Mirella Schino).
Nel 2012 è uscita per Titivillus la biografia artistica a cura di Laura Mariani Ermanna Montanari fare-disfare-rifare nel Teatro delle Albe (nel 2017 in versione inglese) e sempre nel 2017 per Quodlibet il volume in italiano e inglese a cura di Enrico Pitozzi Acusma Figura e voce nel teatro sonoro di Ermanna Montanari. In "Pianura", edito da Einaudi, 2020, Marco Belpoliti dedica un intero capitolo al ritratto di Montanari come "attrice sciamana" dal titolo: "A Campiano! A Campiano!". Nel 2021 Laura Mariani pubblica "Il teatro nel cinema. Tre film di Marco Martinelli e Ermanna Montanari", Luca Sossella Editore.
Altre opere pubblicate:
- Jarry 2000, (con Marco Martinelli), Ubulibri, Milano, 2000.
- L'isola di Alcina, libretto+CD, Ravenna Teatro Editore, 2000.
- "Noboalfabeto" 21 lettere per la non-scuola, (con Marco Martinelli), allegato a “Lo straniero”, anno V, n. 19, Roma,2001.
- La mano, libretto+CD, Luca Sossella Editore, 2006.
- Suburbia, molti Ubu in giro per il pianeta, (con Marco Martinelli), libro+DVD, Ubulibri, Milano, 2008.
- "Santarcangelo 41", Festival Internazionale del Teatro in Piazza, Catalogo, Maggioli Editore, 2011.
- Ouverture Alcina, musiche di Luigi Ceccarelli, libretto+CD, Ravenna Teatro Editore, 2013.
- Primavera eretica, (con Marco Martinelli), Editoria Titivillus, 2014.
- Rosvita, cofanetto libro+DVD, Luca Sossella Editore, 2014.
- Miniature campianesi, illustrate da Leila Marzocchi, Oblomov Edizioni, 2016.
- fedeli d'Amore, musiche di Luigi Ceccarelli, libretto+CD, Stradivarius editore, 2020.

## Riconoscimenti
- Premio Ubu
  - 1999/00 – Miglior attrice per L'isola di Alcina di Nevio Spadoni
  - 2006/07 – Miglior attrice per Sterminio di Werner Schwab
  - 2008/09 – Miglior attrice per Rosvita
  - 2016/17 – Progetto curatoriale per Inferno
  - 2017/18 – Miglior attrice per Va pensiero e Fedeli d'Amore di Marco Martinelli